# Esomeprazol
Esomeprazolul este un medicament antiulceros, un inhibitor al pompei de protoni, fiind utilizat pentru scăderea producției acide gastrice în: boala de reflux gastro-esofagian, ulcerul gastroduodenal și sindromul Zollinger-Ellison. Eficacitatea sa este similară cu cea a altor inhibitori de pompă de protoni. Căile de administrare disponibile sunt intravenoasă și orală.
Este izomerul (S)-(−) al omeprazolului.
Molecula a fost patentată în 1993 și a fost aprobată pentru uz medical în anul 2000. Medicamentul este disponibil sub formă de medicament generic și fără prescripție în mai multe țări.

## Utilizări medicale
Esomeprazolul este utilizat în:
- boala de reflux gastro-esofagian (BRGE)
- ulcerul gastroduodenal
- vindecarea sau prevenirea ulcerelor gastrice asociate tratamentului cu AINS
- sindromul Zollinger-Ellison
- eradicarea infecției cu Helicobacter pylori, în asociere cu antibiotice potrivite (metronidazol, claritromicină)